# Petr Voříšek (fotbalista)
Petr Voříšek (* 19. března 1979, Děčín) je český fotbalový obránce či defenzivní záložník, který momentálně působí v celku FK Junior Děčín. Mistr Evropy hráčů do 21 let z roku 2002.

## Reprezentační kariéra

### Mládežnické výběry
Petr Voříšek působil v některých mládežnických výběrech České republiky. Za reprezentaci do 18 let si připsal jeden start (výhra 3:0 25. března 1998 proti Itálii, skóroval na průběžných 1:0), za reprezentaci do 20 let rovněž jeden zápas (hrál první poločas 25. dubna 2000 proti Izraeli - výhra 5:1).
V letech 2000-2002 nastupoval za českou reprezentaci do 21 let. Celkem odehrál 20 zápasů s bilancí 13 výher, 4 remízy (zápasy na ME U21 s Itálií - 3:2 po prodloužení a Francií - 3:1 na pokutové kopy skončily vítězstvím ČR až po řádné hrací době) a 3 prohry, vstřelil 1 gól.

#### Mistrovství Evropy hráčů do 21 let 2002
Zúčastnil se Mistrovství Evropy hráčů do 21 let v roce 2002 ve Švýcarsku, kde česká reprezentační jedenadvacítka vyhrála svůj premiérový titul, když ve finále porazila Francii na pokutové kopy.
V prvním zápase základní skupiny B 16. května prohrála česká reprezentace s Francií (0:2), trenér Miroslav Beránek nasadil Voříška v základní sestavě, ten odehrál plný počet minut a v 52. minutě dostal žlutou kartu. 19. května následoval zápas s Belgií konaný v Ženevě, Petr odehrál opět kompletní utkání, které skončilo výsledkem 1:0 pro ČR. Dostal opět žlutou kartu. V posledním zápase skupiny proti Řecku kvůli trestu za 2 žluté karty nehrál, zápas dospěl k remíze 1:1.
V semifinále 25. května narazil český výběr na tým Itálie, který porazil zlatým gólem na 3:2 Michala Pospíšila v 9. minutě prodloužení. Voříšek absolvoval na hřišti kompletních 100 minut.
Ve finále 28. května se ČR opět střetla s Francií. Tentokrát gól v řádné hrací době ani v prodloužení nepadl a musely rozhodnout pokutové kopy. V nich vynikl Petr Čech, jenž zlikvidoval 3 ze 4 pokusů soupeře. Petr Voříšek odehrál celé utkání a na konci mohl slavit se spoluhráči titul. Zároveň to bylo poslední vystoupení mladého hráče za reprezentační tým do 21 let.

### A-mužstvo
První zápas v A-mužstvu české reprezentace absolvoval Petr Voříšek 11. října 2003 proti Rakousku, kvalifikační zápas hraný ve Vídni skončil vítězstvím ČR 3:2, Voříšek střídal v závěru Marka Jankulovského.
Celkem odehrál v seniorské reprezentaci 4 utkání s bilancí 2 výhry, 1 remíza a 1 prohra, vždy to bylo pouze na několik minut v utkání. Střelecky se neprosadil. 

### Reprezentační zápasy a góly
| Rok    | Zápasy | Góly |
| ------ | ------ | ---- |
| 2000   | 3      | 0    |
| 2001   | 11     | 1    |
| 2002   | 6      | 0    |
| Celkem | 20     | 1    |

| Rok    | Zápasy | Góly |
| ------ | ------ | ---- |
| 2003   | 2      | 0    |
| 2004   | 2      | 0    |
| Celkem | 4      | 0    |

Gól Petra Voříška za českou reprezentaci do 21 let
| Gól | Datum      | Stadion        | Soupeř | Skóre (min.) | Výsledek | Soutěž                     | Gól         |
| --- | ---------- | -------------- | ------ | ------------ | -------- | -------------------------- | ----------- |
| 010 | 1. 6. 2001 | Odense, Dánsko | Dánsko | 02:2 0(38.)  | 3:4      | kvalifikace na ME U21 2002 | padl ze hry |